# King Lake
King Lake – jednostka osadnicza w Stanach Zjednoczonych, w stanie Nebraska, w hrabstwie Douglas.